# Txeguitun
El riu Txeguitun (rus: Чегиту́н) és un curs d'aigua de la península de Txukotka, a l'extrem oriental de Sibèria. És el riu més oriental d'Euràsia.

## Característiques
Té una longitud de 137 quilòmetres i una conca de drenatge de 4.120 quilòmetres quadrats.
Neix a les muntanyes de la península de Txukotka i segueix un curs en direcció nord-est, travessant el cercle polar àrtic pocs quilòmetres abans de la seva desembocadura al mar dels Txuktxis. La conca del Txeguitun és en una zona poc habitada. Al llarg del riu s'hi troben només paratges de tundra desolats. El nucli de Uelen és a uns quants quilòmetres més a l'est de la seva desembocadura.
Administrativament la zona d'aquest riu i la seva conca pertanyen al Districte autònom de Txukotka (Rússia).
Els peixos que es troben a les seves aigües, glaçades més de vuit mesos l'any, són principalment la truita àrtica (Salvelinus alpinus), el salmó siberià (Hucho taimen) i la truita Salvelinus malma.